# Brug 1608
Brug 1608 heeft een Amsterdams brugnummer maar ligt op het grondgebied van de gemeente Diemen.
Het bouwkundig kunstwerk werd rond 1971/1972 gebouwd in een nog grotendeels verlaten gebied. Het belangrijkste teken van leven was een industrieterrein onder de naam Verrijn Stuartweg in Diemen. Door de aanleg van de Oostlijn zou het gebied een gedaantewisseling ondergaan. Er werd niet alleen gebouwd aan het proeftraject van het metrostation Venserpolder, de voorloper van de metrolijn, naar het metrostation Verrijn Stuartweg met bijbehorende infrastructuur maar ook aan de aansluiting van de toen nog toekomstige werkplaats van het GVB voor onderhoud aan de metrostellen. Die werkplaats moest natuurlijk aansluiting hebben op het railnetwerk van de Oostlijn. Komend vanaf Amsterdam-Centrum werd er voor gekozen de metrolijn op dan nog Amsterdams grondgebied te laten lopen met uitwaaierende rails naar de werkplaats, die tegen het industrieterrein kwam te liggen. Om verbinding te krijgen werden er al vast openingen in het dijklichaam met metrorails gehouden. Een van die openingen werd overspannen door Brug 1608. Het ontwerp van alle infrastructuur was in handen van Sier van Rhijn en Ben Spängberg van de Dienst der Publieke Werken. De grond in de oksel van de bocht zou nog jaren onbebouwd blijven, dichtstbijzijnde straat was Eekholt. In de volgende jaren kwam er wel een kantorenpark met bijbehorende wegennet en een voet- en fietspad onder het viaduct door (Zwanenpad en Waterhoenpad).
Omdat hier nauwelijks verkeer was kreeg het spoorviaduct een sobere uitstraling; het was één en al grijs beton wat de klok sloeg. Daar waar er soms nog wat versieringen werden aangebracht werden (alle stations kregen kunstobjecten) is hier alleen sprake van betonnen kokers met een metalen balustrade erop, zoals te zien op de site van Peter Korrel. In de jaren tien van de 21e eeuw had Diemen “de oksel” nodig voor verdere uitbreiding van woon-, opleidings- en kantoorgebied. Een groot deel van het Bergwijkpark werd bestemd tot woonwijk Holland Park en in snel tempo uit de grond gestampt. Het werd aangesloten op genoemde fietspaden, maar die leken door die werkplaats en het industrieterrein nergens naar toe te gaan, zeker door het naargeestig uiterlijk van de viaduct. 
In 2021 beschilderde Tim Rodermans het tunnelcomplex met een muurschildering. 

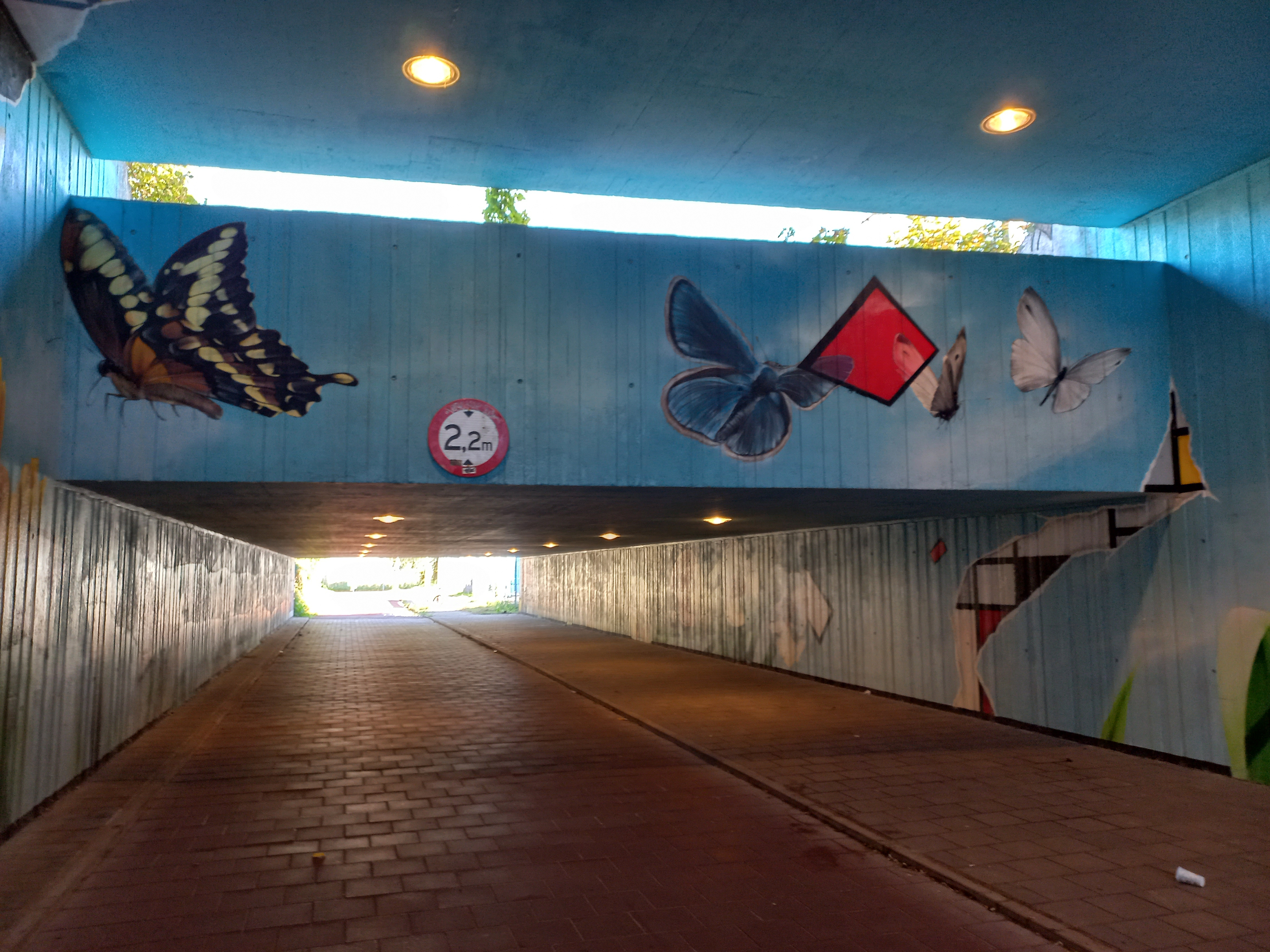
Verdieping in viaduct (oktober 2022)

<<< · 1601 · 1602 · 1603 · 1604 · 1605 · 1606 · 1607 · 1608 · 1609 · 1610 · 1611 · 1612 · 1613 · 1614 · 1615 · 1616 · 1617 · 1618 · 1619 · 1620 · 1621 · 1622 · 1623 · 1624 · 1625 · 1626 · 1627 · 1629 · 1630 · 1633 · 1634 · 1635 · 1636 · 1637 · 1638 · 1639 ·  1640 · 1641 · 1642 · 1643 · 1644 ·  1645 · 1646 · 1647 · 1648 · 1649 · 1650 · 1651 · 1652 · 1653 · 1654 · 1655 · 1656 · 1657 · 1658 · 1659 · 1660 · 1661 · 1662 · 1663 · 1664 · 1695 · 1696 · 1697 · >>>
Brugnummers  1600, 1628, 1632, 1665-1694, 1698, 1699 zijn niet vergeven. Brug 1631 is in 2019 gesloopt.